# Kuća-muzej V.M. Vasnjecova
Kuća-muzej V. M. Vasnjecova - muzej u Meščanskom okrugu grada Moskve. Kuću je izgradio 1893. – 1894. arhitekt Vasilij Baškirov (prema nekim navodima Mihail Prijomyšev) prema crtežima V. Vasnjecova. Muzej je posvećen stvaralaštvu umjetnika Viktora Vasnjecova koji je živio u kući do svoje smrti (od 1894. do 1926.). Kuća je spomenik arhitekture, jedan od malobrojnih koji su se sačuvali od stare Moskve. Nakon smrti umjetnika 1926. u kući je nastavila živjeti njegova obitelj.
Muzej je otvoren 1953. prema želji nasljednika umjetnika, koji su predali svoj dom državi.
Godine 1986. muzej je ušao u sastav udruženja Galerija Tretjakov. U muzeju se čuva oko 25 tisuća izložaka: predmeti svakodnevne uporabe, stvaralaštva, a također i kolekcija djela Vasnjecova.

## Vanjske poveznice
- Kuća-muzej V. M. Vasnjecova na Lonely Planetu
- Impresionizam na mreži: Kuća-muzej V. M. Vasnjecova